# تالانت دويشيبايف
تالانت دويشيبايف (الروسية: Дуйшебаев, Талант Мушанбетович) مواليد 2 يونيو 1968 في بيشكك، الجمهورية القيرغيزية السوفيتية الاشتراكية، هو لاعب كرة يد روسي إسباني أصبح مدرباً. مثل كل من منتخب روسيا لكرة اليد ومنتخب إسبانيا لكرة اليد. شارك في دورة الألعاب الأولمبية الصيفية سنة 1992.

## المسيرة الاحترافية
لعب مع نادي تشيخوف لكرة اليد في الدوري الفرنسي من سنة 1985 إلى 1992، ثم لعب مع نادي كانتابريا لكرة اليد في الدوري الإسباني من سنة 1992 إلى 1997، ثم لعب مع نادي مندن لكرة اليد في الدوري الألماني من سنة 1998 إلى 2001، ثم انضم إلى نادي ثيوداد ريال لكرة اليد في الدوري الإسباني من سنة 2001 إلى 2005، ثم لعب مع نادي ثيوداد ريال لكرة اليد في موسم 2006–2007.

## الإنجازات
- هداف كرة اليد في الألعاب الأولمبية الصيفية 1992 - 48 هدف
- أفضل وسط مدافع في كرة اليد في الألعاب الأولمبية الصيفية 1992
- جائزة أفضل لاعب في العالم في كرة اليد (2): 1994، 1996
- أفضل لاعب في بطولة أوروبا لكرة اليد للرجال 1996
- أفضل وسط مدافع في بطولة العالم لكرة اليد للرجال 1997
- أفضل لاعب في بطولة العالم لكرة اليد للرجال 1997
- أفضل وسط مدافع في بطولة أوروبا لكرة اليد للرجال 1998
- أفضل لاعب في كرة اليد في الألعاب الأولمبية الصيفية 2000

## روابط خارجية
- تالانت دويشيبايف على موقع الاتحاد الأوروبي لكرة اليد (الإنجليزية)
- تالانت دويشيبايف على موقع أوليمبيديا (الإنجليزية)